# Ткач Роман Володимирович
Рома́н Володи́мирович Ткач (нар. 22 травня 1962, с. Ямниця, Тисменицький район, Івано-Франківська область) — український політик. Народний депутат України. Підполковник запасу. Безпартійний.

## Освіта
З 1980 до 1985 року навчався на механічному факультеті Івано-Франківського інституту нафти і газу за фахом інженер-механік.

## Кар'єра
- Серпень 1985 — лютий 1986 — майстер цеху, лютий — березень 1986 — інженер-технолог, березень 1986 — травень 1987 — начальник техбюро цеху на заводі «Автоливмаш».
- Травень 1987 — березень 1990 — інженер-технолог на заводі «Карпатпресмаш».
- Березень 1990 — травень 1992 — голова виконкому Ямницької сільради.
- Травень 1992 — червень 1994 — голова ради, червень 1994 — липень 1995 — голова ради і виконкому Тисменицької райради.
- Липень 1995 — квітень 2002 — голова Тисменицької райдержадміністрації[1][2].
- 4 лютого 2005 — 22 жовтня 2007 — голова Івано-Франківської обласної державної адміністрації[3][4].

Депутат Івано-Франківської обласної ради (1994–2002, 2006–2007).
Член Ради національної безпеки і оборони України (25 травня 2007 — 24 жовтня 2007).
Колишній член НРУ (1989–2008), голова Івано-Франківської крайової організації та член Центрального проводу.
На чергових виборах до Верховної ради України в 2012, включений до партійного списку ВО «Батьківщина».
На позачергових виборах до Верховної ради України в жовтні 2014 року, включений до партійного списку «Блок Петра Порошенка».
Захоплення: книги.

## Родина
Українець. Батько Володимир Михайлович (1928–1983). Мати Ярослава Василівна (1933) — пенсіонер. Дружина Оксана Миколаївна (1964) — інженер-механік. Син Володимир (1987), дочка Ірина (1992).

## Парламентська діяльність
Травень 1998 — кандидат в народні депутати України від НРУ, № 93 в списку. На час виборів: голова Тисменицької райдержадміністрації Івано-Франківської області, член НРУ.
Народний депутат України 4-го скликання з 14 травня 2002 до 7 липня 2005 за виборчім округом № 88 Івано-Франківської області, висунутий Блоком Віктора Ющенка «Наша Україна». «За» 45.85 %, 15 суперників. На час виборів: голова Тисменицької райдержадміністрації, член НРУ. Член фракції «Наша Україна» (з травня 2002). Член Комітету з питань аграрної політики та земельних відносин (з червня 2002). Склав депутатські повноваження 7 липня 2005.
Народний депутат України 6-го скликання з 23 листопада 2007 до 12 грудня 2012 від блоку Блоку «Наша Україна — Народна самооборона», № 54 в списку. На час виборів: голова Івано-Франківської обласної державної адміністрації, член НРУ. Член фракції Блоку «Наша Україна — Народна самооборона» (з листопада 2007). Секретар Комітету з питань аграрної політики та земельних відносин (з грудня 2007).
Автор та співавтор низки закопроектів з питань земельної реформи та розвитку села. Співавтор Закону України «Про Державний Земельний Кадастр».

## Нагороди, державні ранги
- Державний службовець 1-го рангу (з вересня 2005)[7].
- Відзнака Президента України — ювілейна медаль «25 років незалежності України» (2016).[8]